# Lista de episódios de CSI: Crime Scene Investigation

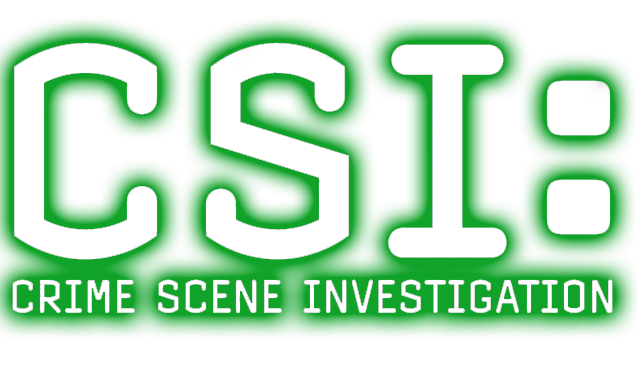
Logotipo da série.

Esta é uma lista de episódios de CSI: Crime Scene Investigation, uma série de televisão de drama que foi exibida pela rede de televisão estadunidense Columbia Broadcasting System (CBS). A transmissão original da série foi de 6 de outubro de 2000 a 27 de setembro de 2015. O seriado retrata o trabalho dos cientistas forenses do Laboratório de Criminalística da polícia de Las Vegas, o segundo maior do país.
A primeira temporada teve 23 episódios, incluindo o episódio piloto de duas partes escrita pelo criador da série, Anthony Zuiker. As temporadas 2, 3 e 4 também tiveram 23 episódios cada. A quinta temporada teve 25 episódios. A 6ª e a 7ª temporadas tiveram 24 episódios. A oitava temporada foi encurtada para 17 episódios devido a greve dos roteiristas, mas a nona temporada retornou ao padrão das temporadas anteriores de 24 episódios, enquanto a 10ª Temporada  teve 23. A 11ª, 12ª, 13ª e a 14ª temporadas tiveram 22 episódios. Para a 15ª temporada, foram encomendados 18 episódios. Até o final da 15ª temporada, foram exibidos 335 episódios.

## Resumo
| Temporada | Temporada  | Episódios | Exibição Original      | Exibição Original       |
| Temporada | Temporada  | Episódios | Estreia                | Fim                     |
| --------- | ---------- | --------- | ---------------------- | ----------------------- |
|           | 1          | 23        | 6 de outubro de 2000   | 17 de maio de 2001      |
|           | 2          | 23        | 27 de setembro de 2001 | 16 de maio de 2002      |
|           | 3          | 23        | 26 de setembro de 2002 | 15 de maio de 2003      |
|           | 4          | 23        | 25 de setembro de 2003 | 20 de maio de 2004      |
|           | 5          | 25        | 23 de setembro de 2004 | 19 de maio de 2005      |
|           | 6          | 24        | 22 de setembro de 2005 | 18 de maio de 2006      |
|           | 7          | 24        | 21 de setembro de 2006 | 17 de maio de 2007      |
|           | 8          | 17        | 27 de setembro de 2007 | 17 de maio de 2008      |
|           | 9          | 24        | 9 de outubro de 2008   | 14 de maio de 2009      |
|           | 10         | 23        | 24 de setembro de 2009 | 20 de maio de 2010      |
|           | 11         | 22        | 23 de setembro de 2010 | 12 de maio de 2011      |
|           | 12         | 22        | 21 de setembro de 2011 | 9 de maio de 2012       |
|           | 13         | 22        | 26 de setembro de 2012 | 15 de maio de 2013      |
|           | 14         | 22        | 23 de setembro de 2013 | 7 de maio de 2014       |
|           | 15         | 18        | 28 de setembro de 2014 | 15 de fevereiro de 2015 |
|           | 16 (Final) | Telefilme | 27 de setembro de 2015 | 27 de setembro de 2015  |

## Episódios

### 3ª temporada: 2002–2003
| N.º (série) | N.º (temp.) | Título                               | Escrito por | Dirigido por                       | Exibição original       |
| ----------- | ----------- | ------------------------------------ | --- | ---------------------------------- | ----------------------- |
| 47          | 1           | "Revenge Is Best Served Cold"        | Carol Mendelsohn & Anthony E. Zuiker | Danny Cannon                       | 26 de setembro de 2002  |
| 48          | 2           | "The Accused Is Entitled"            | Elizabeth Devine & Ann Donahue | Kenneth Fink                       | 3 de outubro de 2002    |
| 49          | 3           | "Let the Seller Beware"              | Andrew Lipsitz & Anthony E. Zuiker | Richard J. Lewis                   | 10 de outubro de 2002   |
| 50          | 4           | "A Little Murder"                    | Ann Donahue & Naren Shankar | Tucker Gates                       | 17 de outubro de 2002   |
| 51          | 5           | "Abra-Cadaver"                       | Danny Cannon & Anthony E. Zuiker | Danny Cannon                       | 31 de outubro de 2002   |
| 52          | 6           | "The Execution of Catherine Willows" | Elizabeth Devine & Carol Mendelsohn | Kenneth Fink                       | 7 de novembro de 2002   |
| 53          | 7           | "Fight Night"                        | Andrew Lipsitz & Naren Shankar | Richard J. Lewis                   | 14 de novembro de 2002  |
| 54          | 8           | "Snuff"                              | Ann Donahue & Bob Harris | Kenneth Fink                       | 21 de novembro de 2002  |
| 55          | 9           | "Blood Lust"                         | Josh Berman & Carol Mendelsohn | Charlie Correll                    | 5 de dezembro de 2002   |
| 56          | 10          | "High and Low"                       | Naren Shankar & Eli Talbert | Richard J. Lewis                   | 12 de dezembro de 2002  |
| 57          | 11          | "Recipe for Murder"                  | Ann Donahue & Anthony E. Zuiker | Richard J. Lewis & J. Miller Tobin | 9 de janeiro de 2003    |
| 58          | 12          | "Got Murder?"                        | Sarah Goldfinger | Kenneth Fink                       | 16 de janeiro de 2003   |
| 59          | 13          | "Random Acts of Violence"            | Danny Cannon & Naren Shankar | Danny Cannon                       | 30 de janeiro de 2003   |
| 60          | 14          | "One Hit Wonder"                     | Corey Miller | Félix Enríquez Alcalá              | 6 de fevereiro de 2003  |
| 61          | 15          | "Lady Heather's Box"                 | Story: Josh Berman, Ann Donahue, Bob Harris & Anthony E. Zuiker Teleplay: Andrew Lipsitz, Carol Mendelsohn, Naren Shankar & Eli Talbert | Richard J. Lewis                   | 13 de fevereiro de 2003 |
| 62          | 16          | "Lucky Strike"                       | Eli Talbert & Anthony E. Zuiker | Kenneth Fink                       | 20 de fevereiro de 2003 |
| 63          | 17          | "Crash and Burn"                     | Josh Berman | Richard J. Lewis                   | 13 de março de 2003     |
| 64          | 18          | "Precious Metal"                     | Andrew Lipsitz & Naren Shankar | Deran Sarafian                     | 3 de abril de 2003      |
| 65          | 19          | "A Night at the Movies"              | História: Carol Mendelsohn Teleplay: Danny Cannon & Anthony E. Zuiker                                                                   | Matt Earl Beesley                  | 10 de abril de 2003     |
| 66          | 20          | "Last Laugh"                         | História: Bob Harris & Carol Meldelsohn Teleplay: Bob Harris & Anthony E. Zuiker                                                        | Richard J. Lewis                   | 24 de abril de 2003     |
| 67          | 21          | "Forever"                            | Sarah Goldfinger | David Grossman                     | 1 de maio de 2003       |
| 68          | 22          | "Play with Fire"                     | Andrew Lipsitz & Naren Shankar | Kenneth Fink                       | 8 de maio de 2003       |
| 69          | 23          | "Inside the Box"                     | Carol Mendelsohn & Anthony E. Zuiker | Danny Cannon                       | 15 de maio de 2003      |

### 10ª temporada: 2009–2010
| # S | # T | Título                                               | Dirigido por      | Escrito por                                                                     | Exibição original      |
| --- | --- | ---------------------------------------------------- | ----------------- | ------------------------------------------------------------------------------- | ---------------------- |
| 207 | 1   | "Family Affair (Negócios de Família)"                | Kenneth Fink      | Story: Naren Shankar Teleplay: Bradley Thompson & David Weddle                  | 24 de setembro de 2009 |
| 208 | 2   | "Ghost Town (Cidade Fantasma)"                       | Alec Smight       | Story: Dustin Lee Abraham & Carol Mendelsohn Teleplay: Dustin Lee Abraham       | 1 de outubro de 2009   |
| 209 | 3   | "Working Stiffs (Trabalhando Duro)"                  | Naren Shankar     | Naren Shankar                                                                   | 8 de outubro de 2009   |
| 210 | 4   | "Coup de Grace (Ato de Misericórdia)"                | Paris Barclay     | Story: David Rambo & Richard Catalani Teleplay: David Rambo                     | 15 de outubro de 2009  |
| 211 | 5   | "Bloodsport (Esporte Sangrento)"                     | Jeffrey G. Hunt   | Allen MacDonald                                                                 | 29 de outubro de 2009  |
| 212 | 6   | "Death & The Maiden (A Morte da Donzela)"            | Brad Tanenbaum    | Jacqueline Hoyt                                                                 | 5 de novembro de 2009  |
| 213 | 7   | "The Lost Girls (As Garotas Perdidas)"               | Alec Smight       | David Weddle & Bradley Thompson                                                 | 12 de novembro de 2009 |
| 214 | 8   | "Lover's Lanes (Pistas do Amor)"                     | Andrew Bernstein  | Dustin Lee Abraham                                                              | 19 de novembro de 2009 |
| 215 | 9   | "Appendicitement (Apêndice)"                         | Kenneth Fink      | Evan Dunsky                                                                     | 10 de dezembro de 2009 |
| 216 | 10  | "Better Off Dead (O Melhor da Morte)"                | Jeffrey G. Hunt   | Story: Richard Catalani & Tom Mularz Teleplay: Corinne Marrinan & Tom Mularz    | 17 de dezembro de 2009 |
| 217 | 11  | "Sin City Blue (O Pecado da Cidade Azul)"            | Louis Shaw Milito | Story: Daniel Steck Teleplay: David Rambo & Jacqueline Hoyt                     | 14 de janeiro de 2010  |
| 218 | 12  | "Long Ball (Bola Longa)"                             | Alec Smight       | Christopher Barbour                                                             | 21 de janeiro de 2010  |
| 219 | 13  | "Internal Combustion (Combustão Interna)"            | Brad Tanenbaum    | Jennifer N. Levin                                                               | 4 de fevereiro de 2010 |
| 220 | 14  | "Unshockable (Incapaz)"                              | Kenneth Fink      | Michael Frost Beckner                                                           | 4 de março de 2010     |
| 221 | 15  | "Neverland (Terra do Nunca)"                         | Alec Smight       | Tom Mularz                                                                      | 11 de março de 2010    |
| 222 | 16  | "The Panty Sniffer (O Pintor que Espirra)"           | Louis Shaw Milito | Story: Richard Catalani & Jacqueline Hoyt Teleplay: Jacqueline Hoyt             | 1 de abril de 2010     |
| 223 | 17  | "Irradiator (Iradiador)"                             | Michael Nankin    | Bradley Thompson & David Weddle                                                 | 8 de abril de 2010     |
| 224 | 18  | "Field Mice (Campo de Ratos)"                        | Brad Tanenbaum    | Story: Wallace Langham & Liz Vassey Teleplay: Naren Shankar & Jennifer N. Levin | 15 de abril de 2010    |
| 225 | 19  | "World's End (Fim do Mundo)"                         | Alec Smight       | Evan Dunsky                                                                     | 22 de abril de 2010    |
| 226 | 20  | "Take My Life, Please! (Tire minha vida,Por favor!)" | Martha Coolidge   | David Rambo & Dustin Lee Abraham                                                | 29 de abril de 2010    |
| 227 | 21  | "Lost & Found (Perdido e Achado)"                    | Frank Waldeck     | Corinne Marrinan & Elizabeth Devine                                             | 6 de maio de 2010      |
| 228 | 22  | "Doctor Who (Dr.Quem - Parte I)"                     | Jeffrey Hunt      | Tom Mularz                                                                      | 13 de maio de 2010     |
| 229 | 23  | "Meat Jekyll (Carne de Jekyll - Parte II)"           | Alec Smight       | Story: Naren Shankar Teleplay: Evan Dunsky                                      | 20 de maio de 2010     |

### 13ª Temporada: 2012-2013
| # S | # T | Título                                                 | Dirigido por   | Escrito por                                                                      | Exibição original       |       |
| --- | --- | ------------------------------------------------------ | -------------- | -------------------------------------------------------------------------------- | ----------------------- | ----- |
| 274 | 1   | "Karma to Burn (Carma para Queimar)"                   | Alec Smight    | História por: Christopher Barbour Teleplay por: Christopher Barbour e Don McGill | 26 de setembro de 2012  |       |
| 275 | 2   | "Code Blue Plate Special (Código Azul Placa Espacial)" | Louis Milito   | Andrew Dettman                                                                   | 10 de outubro de 2012   |       |
| 276 | 3   | "Wild Flowers (Flores Silvestres)"                     | Brad Tanenbaum | Joe Pokaski                                                                      | 17 de outubro de 2012   |       |
| 277 | 4   | "It Was a Very Good Year (Foi um Ano Muito Bom)"       | Frank Waldeck  | Gavin Harris                                                                     | 24 de outubro de 2012   |       |
| 278 | 5   | "Play Dead (Jogo Fatal)"                               | Eagle Egilsson | Treena Hancock & Melissa Byer                                                    | 31 de outubro de 2012   |       |
| 279 | 6   | "Pick and Roll (Pegue e Role)"                         | Alec Smight    | Rick Eid                                                                         | 7 de novembro de 2012   |       |
| 280 | 7   | "Fallen Angels (Anjos Caídos)"                         | Louis Milito   | Tom Mularz                                                                       | 14 de novembro de 2012  |       |
| 281 | 8   | "CSI on Fire (CSI em Chamas)"                          | Jeffrey Hunt   | História por:Carol Mendelsohn e Richard Catalani Teleplay por: Thomas Hoppe      | 21 de novembro de 2012  |       |
| 282 | 9   | "Strip Maul (Ajudando na Rua)"                         | Alec Smight    | Christopher Barbour                                                              | 28 de novembro de 2012  |       |
| 283 | 10  | "Risky Business Class (Classe Comercial Perigosa)"     | Frank Waldeck  | Elizabeth Devine                                                                 | 12 de dezembro de 2012  | 9.59  |
| 284 | 11  | "Dead Air (Morta no Ar)"                               | Phil Conserva  | Joe Pokaski                                                                      | 16 de janeiro de 2013   | 11.14 |
| 285 | 12  | "Double Fault (Erro Duplo)"                            | Brad Tanenbaum | Melissa Byer & Treena Hancock                                                    | 23 de janeiro de 2013   | 11.46 |
| 286 | 13  | "In Vino Veritas (In Vino Veritas)"                    | Louis Milito   | Rick Eid                                                                         | 6 de fevereiro de 2013  | 10.97 |
| 287 | 14  | "Exile (Exílio)"                                       | Jeffrey Hunt   | Carlos Marimon                                                                   | 13 de fevereiro de 2013 | 8.54  |
| 288 | 15  | "Forget Me Not (Não Esqueça de Mim)"                   | Karen Gaviola  | Andrew Dettmann                                                                  | 20 de fevereiro de 2013 | 10.65 |
| 289 | 16  | "Last Woman Standing (Última Mulher em Pé)"            | Brad Tanenbaum | Gavin Harris                                                                     | 27 de fevereiro de 2013 | 9.44  |
| 290 | 17  | "Dead Of The Class (Morta da Classe)"                  | Alec Smight    | Tom Mularz                                                                       | 20 de março de 2013     | 10.53 |
| 291 | 18  | "Sheltered (Protegida)"                                | Louis Milito   | Michael FX Daley                                                                 | 3 de abril de 2013      | 9.89  |
| 292 | 19  | "Backfire (Efeitos Negativos)"                         | Frank Waldeck  | Jack Gutowitz                                                                    | 10 de abril de 2013     | 11.11 |
| 293 | 20  | "Fearless (Destemido)"                                 | Eagle Egilsson | Gavin Harris                                                                     | 1 de maio de 2013       | 9.49  |
| 294 | 21  | "Ghosts of the Past (Fantasmas do Passado)"            | Brad Tanenbaum | Andrew Dettmann                                                                  | 8 de maio de 2013       | 9.82  |
| 295 | 22  | "Skin in the Game (Pele no Jogo)"                      | Alec Smight    | História por: Christopher Barbour Teleplay por: Christopher Barbour e Don McGill | 15 de maio de 2013      | 9.53  |

### 14ª Temporada: 2013-2014
| # S | # T | Título                                                 | Dirigido por   | Escrito por                                       | Exibição original       |
| --- | --- | ------------------------------------------------------ | -------------- | ------------------------------------------------- | ----------------------- |
| 296 | 1   | "The Devil and D.B. Russell (O Diabo e D.B. Russell)"  | Alec Smight    | Christopher Barbour                               | 25 de setembro de 2013  |
| 297 | 2   | "Take the Money and Run (Pegue o Dinheiro e Corra)"    | Louis Milito   | Andrew Dettmann                                   | 2 de outubro de 2013    |
| 298 | 3   | "Torch Song (Som da Tocha)"                            | Brad Tanenbaum | Melissa Byer and Treena Hancock                   | 9 de outubro de 2013    |
| 299 | 4   | "Last Supper (A Última Ceia)"                          | Frank Waldeck  | Treena Hancock e Melissa R. Byer                  | 16 de outubro de 2013   |
| 300 | 5   | "Frame by Frame (Quadro Por Quadro)"                   | Alec Smight    | Gavin Harris                                      | 23 de outubro de 2013   |
| 301 | 6   | "Passed Pawns (Penhores Passados)"                     | Phil Conserva  | Michael F.X. Daly                                 | 30 de outubro de 2013   |
| 302 | 7   | "Under a Cloud (De Baixo de uma Nuvem)"                | Brad Tanenbaum | Elizabeth Devine e Richard Catalani               | 6 de novembro de 2013   |
| 303 | 8   | "Helpless (Desamparado)"                               | Karen Gaviola  | Tom Mularz                                        | 13 de novembro de 2013  |
| 304 | 9   | "Check-in and Check-out (Check-in e check-out)"        | Louis Milito   | Andrew Dettmann                                   | 20 de novembro de 2013  |
| 305 | 10  | "Girls Gone Wild (Garotas Descontroladas)"             | Alec Smight    | Melissa Byer e Treena Hancock                     | 27 de novembro de 2013  |
| 306 | 11  | "The Lost Reindeer (A Rena Perdida)"                   | Frank Waldeck  | Gavin Harris                                      | 11 de dezembro de 2013  |
| 307 | 12  | "Keep Calm and Carry-On (Mantenha a Calma e Continue)" | Brad Tanenbaum | Thomas Hoppe                                      | 15 de janeiro de 2014   |
| 308 | 13  | "Boston Brakes (Freios de Boston)"                     | Eagle Egilsson | Christopher Barbour                               | 22 de janeiro de 2014   |
| 309 | 14  | "De Los Muertos (De Los Muertos)"                      | Louis Milito   | Tom Mularz e Richard Catalani                     | 5 de fevereiro de 2014  |
| 310 | 15  | "Love For Sale (Amor à Venda)"                         | Frank Waldeck  | Andrew Dettmann                                   | 19 de fevereiro de 2014 |
| 311 | 16  | "Killer Moves (Movimentos Assassinos)"                 | Alec Smight    | Mary Leah Sutton                                  | 5 de março de 2014      |
| 312 | 17  | "Long Road Home (Longo Caminho Para Casa)"             | Phil Conserva  | Gavin Harris                                      | 12 de março de 2014     |
| 313 | 18  | "Univited (Sem Convite)"                               | Brad Tanenbaum | Treena Hancock e Melissa R. Byer                  | 19 de março de 2014     |
| 314 | 19  | "The Fallen (Os Caídos)"                               | Louis Milito   | Deanna Shumaker                                   | 2 de abril de 2014      |
| 315 | 20  | "Consumed (Consumidos)"                                | Karen Gaviola  | Tom Mularz                                        | 9 de abril de 2014      |
| 316 | 21  | "Kitty (Kitty)"                                        | Eagle Egilsson | Ann Donahue, Carol Mendelsohn e Anthony E. Zuiker | 30 de abril de 2014     |
| 317 | 22  | "Dead in His Tracks (Morto em Seu Caminho)"            | Alec Smight    | Andrew Dettman                                    | 7 de maio de 2014       |

### 15ª Temporada: 2014-2015
| # S | # T | Título                                            | Dirigido por    | Escrito por                      | Exibição original       |
| --- | --- | ------------------------------------------------- | --------------- | -------------------------------- | ----------------------- |
| 318 | 1   | "The CSI Effect (O Efeito CSI)"                   | Alec Smight     | Christopher Barbour e Don McGill | 28 de setembro de 2014  |
| 319 | 2   | "Buzz Kill (Estraga Prazeres)"                    | Frank Waldeck   | Andrew Dettmann                  | 5 de outubro de 2014    |
| 320 | 3   | "Bad Blood (Sangue Ruim)"                         | Louis Milito    | Tom Mularz                       | 12 de outubro de 2014   |
| 321 | 4   | "The Book of Shadows (O Livro das Sombras)"       | Brad Tanenbaum  | Gavin Harris                     | 19 de outubro de 2014   |
| 322 | 5   | "Girls Gone Wilder (Garotas Mais Descontroladas)" | Frank Waldeck   | Melissa R. Byer e Treena Hancock | 9 de novembro de 2014   |
| 323 | 6   | "The Twin Paradox (O Paradoxo dos Gêmeos)"        | Phil Conserva   | Christopher Barbour              | 16 de novembro de 2014  |
| 324 | 7   | "Road to Recovery (Caminho para a Recuperação)"   | Alec Smight     | Andrew Dettmann                  | 23 de novembro de 2014  |
| 325 | 8   | "Rubbery Homicide (Homicídio Emborrachado)"       | Louis Milito    | Tom Mularz                       | 30 de novembro de 2014  |
| 326 | 9   | "Let's Make a Deal (Vamos Fazer um Acordo)"       | Brad Tanenbaum  | Elizabeth Devine                 | 7 de dezembro de 2014   |
| 327 | 10  | "Dead Rails (Trilhos Mortos)"                     | Frank Waldeck   | Gavin Harris                     | 14 de dezembro de 2014  |
| 328 | 11  | "Angle Of Attack (Ângulo de Ataque)"              | Kevin Bray      | M. Scott Veach                   | 21 de dezembro de 2014  |
| 329 | 12  | "Dead Woods (Madeiras Mortas)"                    | Philip Conserva | Melissa R. Byer e Treena Hancock | 28 de dezembro de 2014  |
| 330 | 13  | "The Greater Good (O Bem Maior)"                  | Alec Smight     | Christopher Barbour              | 4 de janeiro de 2015    |
| 331 | 14  | "Merchants of Menace (Comerciantes de Ameaças)"   | Claudia Yarmy   | Tom Mularz                       | 25 de janeiro de 2015   |
| 332 | 15  | "Hero to Zero (Herói a Nada) "                    | Frank Waldeck   | Andrew Dettman                   | 25 de janeiro de 2015   |
| 333 | 16  | "The Last Ride (O Último Passeio)"                | Tim Beavers     | Gavin Harris                     | 27 de janeiro de 2015   |
| 334 | 17  | "Under My Skin (Sob a Minha Pele)"                | Alrick Riley    | Melissa R. Byer e Treena Hancock | 15 de fevereiro de 2015 |
| 335 | 18  | "The End Game (O Jogo Final)"                     | Alec Smight     | Christopher Barbour              | 15 de fevereiro de 2015 |

### 16ª Temporada (Telefilme): 2015
A série será encerrada com um telefilme de duas horas de duração. Alguns membros do elenco original, como William Petersen e Marg Helgenberger, estarão de volta. Intitulado Immortality, também é chamado de 16ª Temporada.

## Ratings
| Temporada | Temporada | Ep. 1 | Ep. 2 | Ep. 3 | Ep. 4 | Ep. 5 | Ep. 6 | Ep. 7 | Ep. 8 | Ep. 9 | Ep. 10 | Ep. 11 | Ep. 12 | Ep. 13 | Ep. 14 | Ep. 15 | Ep. 16 | Ep. 17 | Ep. 18 | Ep. 19 | Ep. 20 | Ep. 21 | Ep. 22 | Ep. 23 |
| --------- | --------- | ----- | ----- | ----- | ----- | ----- | ----- | ----- | ----- | ----- | ------ | ------ | ------ | ------ | ------ | ------ | ------ | ------ | ------ | ------ | ------ | ------ | ------ | ------ |
|           | 1         | 21.13 | 11.02 | 10.96 | 10.71 | 11.29 | 10.99 | 10.80 | 12.08 | 11.54 | 11.75  | N/A    | N/A    | N/A    | N/A    | N/A    | N/A    | N/A    | N/A    | N/A    | N/A    | N/A    | N/A    | N/A    |
|           | 2         | 11.35 | 11.35 | 10.11 | 9.95  | 10.04 | 10.07 | 9.88  | 9.96  | 9.79  | 10.01  | 10.13  | 10.06  | 9.81   | 9.79   | 9.76   | 9.90   | 10.00  | 9.82   | 10.05  | 9.92   | 9.86   | 9.90   | 10.11  |
|           | 3         | 10.09 | 9.66  | 9.51  | 9.68  | 9.29  | 9.71  | 9.55  | 9.51  | 9.62  | 9.63   | 9.30   | 9.21   | 14.67  | 10.13  | 10.05  | 9.86   | 9.44   | 9.69   | 9.41   | 9.20   | 9.73   | 9.77   | N/A    |
|           | 4         | 9.87  | 9.24  | 9.11  | 9.14  | 9.06  | 9.33  | 9.04  | 8.98  | 9.26  | 9.51   | 9.40   | 9.09   | 9.11   | 8.92   | 8.86   | 9.00   | 8.97   | 9.01   | 8.94   | 8.86   | 9.16   | 9.24   | N/A    |
|           | 5         | 9.97  | 9.97  | 9.19  | 8.99  | 8.91  | 8.94  | 9.09  | 8.88  | 8.90  | 8.85   | 9.51   | 9.00   | 8.77   | 8.81   | 8.96   | 8.76   | 8.80   | 8.91   | 8.99   | 8.77   | 9.64   | 9.10   | 9.33   |
|           | 6         | 9.63  | 9.05  | 8.69  | 8.64  | 8.48  | 8.60  | 8.77  | 8.71  | 8.63  | 8.84   | 8.79   | 8.55   | 8.67   | 8.91   | 8.74   | 8.76   | 8.53   | 8.71   | 8.59   | 9.09   | 8.79   | 8.41   | 9.27   |
|           | 7         | 9.56  | 8.97  | 8.99  | 8.72  | 8.76  | 8.93  | 8.65  | 8.66  | 8.59  | 9.00   | 8.81   | 8.67   | 8.79   | 8.90   | 8.74   | 8.66   | 8.77   | 8.75   | 8.81   | 8.76   | 8.79   | 8.87   | 8.95   |
|           | 8         | 9.07  | 8.69  | 8.51  | 8.63  | 8.66  | 8.40  | 8.32  | 8.57  | 8.75  | 8.36   | 8.27   | 8.35   | 8.55   | 8.20   | 8.37   | 8.25   | 8.46   | 8.26   | 8.27   | 8.40   | 8.43   | 8.71   | 8.71   |
|           | 9         | 9.12  | 8.47  | 8.25  | 8.30  | 8.16  | 7.98  | 7.90  | 8.19  | 7.57  | 7.84   | 7.77   | 7.69   | 7.75   | 7.55   | 7.71   | 7.53   | 7.74   | 7.72   | 7.49   | 7.31   | 7.27   | 7.96   | 7.96   |
|           | 10        | 8.55  | 7.86  | 7.53  | 7.59  | 7.47  | 7.66  | 7.43  | 7.70  | 7.45  | 7.81   | 7.48   | 7.40   | 7.29   | 7.32   | 7.34   | 7.26   | 7.24   | 8.39   | 7.52   | 7.31   | 7.33   | 7.35   | 7.72   |
|           | 11        | 8.67  | 7.90  | 7.77  | 7.72  | 7.55  | 7.52  | 7.37  | 7.22  | 7.26  | 7.85   | 7.29   | 7.40   | 7.19   | 7.37   | 7.15   | 7.28   | 7.38   | 8.06   | 8.27   | 8.72   | N/A    | N/A    | N/A    |
|           | 12        | 9.64  | 9.64  | 8.72  | 8.59  | 7.87  | 7.79  | 7.85  | 7.62  | 8.29  | 8.07   | 7.81   | 7.79   | 8.11   | 7.91   | 7.75   | 8.06   | 7.90   | 8.46   | N/A    | N/A    | N/A    | N/A    | N/A    |
|           | 13        | 8.05  | 7.46  | 7.53  | 7.41  | 7.35  | 7.27  | 7.13  | 7.00  | 7.09  | 7.40   | 7.24   | 7.17   | 7.19   | 7.24   | 7.02   | 6.95   | 7.10   | 7.05   | 8.80   | 7.29   | 6.99   | 7.12   | N/A    |
|           | 14        | 7.84  | 7.50  | 7.24  | 7.21  | 7.06  | 6.81  | 6.90  | 6.83  | 7.39  | 11.07  | 7.13   | 6.87   | 6.78   | 6.85   | 6.51   | 6.72   | 6.85   | 6.70   | 6.66   | 6.58   | 6.55   | 6.96   | N/A    |
|           | 15        | 8.01  | 7.17  | 7.77  | 7.21  | 7.47  | 7.06  | 7.09  | 7.66  | 7.19  | 8.69   | 7.54   | 7.12   | 7.51   | 8.38   | 8.56   | 8.50   | 8.74   | 9.41   | 9.77   | 9.84   | 10.08  | 12.87  | 12.87  |

## Lançamento em DVD
| Temporada | Lançamento em DVD      | Lançamento em DVD       | Lançamento em DVD      | Lançamento em DVD |
| Temporada | Região 1               | Região 2                | Região 4               | Discos            |
| --------- | ---------------------- | ----------------------- | ---------------------- | ----------------- |
| 1         | 25 de março de 2003    | 8 de dezembro de 2003   | 8 de novembro de 2006  | 6                 |
| 2         | 2 de setembro de 2003  | 15 de março de 2004     | 8 de novembro de 2006  | 6                 |
| 3         | 30 de março de 2004    | 26 de julho de 2004     | 8 de novembro de 2006  | 6                 |
| 4         | 12 de outubro de 2004  | 21 de novembro de 2005  | 10 de novembro de 2006 | 6                 |
| 5         | 29 de novembro de 2005 | 26 de junho de 2006     | 29 de janeiro de 2007  | 7                 |
| 6         | 14 de novembro de 2006 | 4 de junho de 2007      | 12 de dezembro de 2007 | 7                 |
| 7         | 20 de novembro de 2007 | 25 de fevereiro de 2008 | 3 de dezembro de 2008  | 7                 |
| 8         | 14 de outubro de 2008  | 16 de fevereiro de 2009 | 14 de julho de 2009    | 5                 |
| 9         | 1 de setembro de 2009  | 1 de março de 2010      | 1 de junho de 2010     | 6                 |
| 10        | 28 de setembro de 2010 | 7 de fevereiro de 2011  | 3 de agosto de 2011    | 7                 |
| 11        | 27 de setembro de 2011 | 30 de abril de 2012     | 6 de junho de 2012     | 6                 |
| 12        | 25 de setembro de 2012 | 1 de julho de 2013      | 7 de agosto de 2013    | 6                 |
| 13        | 17 de setembro de 2013 | 9 de junho de 2014      | 6 de agosto de 2014    | 6                 |
| 14        | 16 de setembro de 2014 | TBA                     | TBA                    | 6                 |
| 15        | TBA                    | TBA                     | TBA                    | TBA               |